# Momento de cabeceo

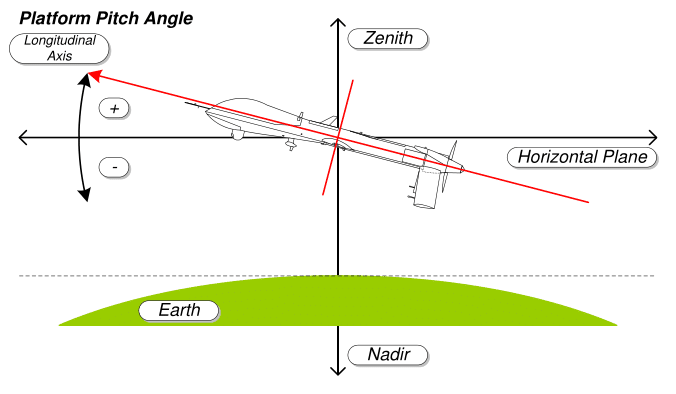
El momento de cabeceo cambia el ángulo de cabeceo

Gráfico que muestra el coeficiente del momento de cabeceo con respecto al ángulo de ataque. La pendiente negativa para un &alpha positivo; indica estabilidad en el cabeceo.

En aerodinámica, el momento de cabeceo en un perfil alar es el momento (o  par) producido por la fuerza aerodinámica sobre el perfil alar si se considera que esa fuerza se aplica, no en el centro de presión, sino en el centro aerodinámico del perfil.  El momento de cabeceo en el ala de un avión es parte del momento total que debe equilibrarse utilizando la sustentación en el estabilizador horizontal.: Sección 5.3  De forma más general, un momento de cabeceo es cualquier momento que actúa sobre el  eje de cabeceo de un cuerpo en movimiento.
La sustentación en un perfil aéreo es una fuerza distribuida que actúa en un punto llamado centro de presión.  Sin embargo, al cambiar el ángulo de ataque en un perfil aerodinámico combinado, hay movimiento del centro de presión hacia adelante y hacia atrás. Esto dificulta el análisis cuando se intenta utilizar el concepto de centro de presión. Una de las propiedades notables de un perfil aéreo combinado es que, aunque el centro de presión se mueve hacia delante y hacia atrás, si se imagina que la sustentación actúa en un punto llamado centro aerodinámico, el momento de la fuerza de sustentación cambia en proporción al cuadrado de la velocidad del aire.  Si el momento se divide por la presión dinámica, el área y la cuerda del perfil, el resultado se conoce como «coeficiente de momento de cabeceo». Este coeficiente cambia sólo un poco a lo largo del rango operativo del ángulo de ataque del perfil aerodinámico, pero el cambio en la pendiente del momento contra el AOA que se muestra en la figura siguiente parece muy pronunciado, por lo que debería tratarse de un cambio en el momento de cabeceo del ala sobre el CG y no sobre el CA.  La combinación de los dos conceptos de centro aerodinámico y coeficiente de momento de cabeceo hace que sea relativamente sencillo analizar algunas de las características de vuelo de una aeronave.: Sección 5.10 

## Medición
El centro aerodinámico de un perfil alar suele estar cerca del 25% de la cuerda detrás del borde de ataque del perfil.  Cuando se realizan pruebas en un modelo de perfil alar, como en un túnel de viento, si el sensor de fuerza no está alineado con el cuarto de cuerda del perfil aerodinámico, sino desplazado una distancia x, el momento de cabeceo sobre el punto del cuarto de cuerda, {\displaystyle M_{c/4}} viene dado por
{\displaystyle M_{c/4}=M_{\text{indicated}}+\mathbf {x} \times (D_{\text{indicated}},L_{\text{indicated}})}
donde los valores indicados de D y L son el arrastre y la sustentación del modelo, medidos por el sensor de fuerza.

## Coeficiente
El coeficiente de momento de cabeceo es importante en el estudio de la estabilidad estática longitudinal de aviones y misiles.
El coeficiente de momento de cabeceo {\displaystyle C_{m}} se define como sigue: Sección 5.4 
{\displaystyle C_{m}={\frac {M}{qSc}}}
donde M es el momento de cabeceo, q es la presión dinámica, S es el área del ala, y c es la longitud de la cuerda del perfil aéreo.
{\displaystyle C_{m}} es un coeficiente adimensional, por lo que deben utilizarse unidades coherentes para M, q, S y c.
El coeficiente de momento de cabeceo es fundamental para la definición del centro aerodinámico de un perfil aéreo.  El centro aerodinámico se define como el punto de la línea de cuerda del perfil alar en el que el coeficiente de momento de cabeceo no varía con el ángulo de ataque,: Sección 5.10  o, al menos, no varía significativamente a lo largo del rango operativo del ángulo de ataque del perfil.
En el caso de un perfil alar simétrico, la fuerza de sustentación actúa a través de un punto para todos los ángulos de ataque, y el centro de presión no se mueve como en un perfil alar combinado.  Por lo tanto, el coeficiente de momento de cabeceo alrededor de este punto para un perfil alar simétrico es cero.
El momento de cabeceo se considera, por convención, positivo cuando actúa para inclinar el perfil en la dirección del morro.  Los perfiles convencionales con peralte apoyados en el centro aerodinámico se inclinan hacia abajo, por lo que el "coeficiente de momento de cabeceo" de estos perfiles es negativo.

## Véase también

Nemotecnia para recordar los nombres de los ángulos